# Jonathan Stokes
 Jonathan Stokes est un médecin et botaniste britannique, né en 1755 à Chesterfield et mort le 30 avril 1831 à Chesterfield.
Il est connu pour son utilisation de la digitale pour des traitements cardiaux.

## Biographie
Stokes étudia à l’université d’Edinburg. Bien qu’il devienne médecin de profession, il se consacre aussi à collectionner des plantes. Il deviendra membre de la Lunar Society a Birmingham et collabora avec William Withering pour lequel il produisit des planches botaniques pour ses livres. Stokes publia en 1812 aussi son propre traité, Botanical Materia Medica, sur les plantes médicinales.

## Postérité
- La fleur Stokésie bleue est nommée d’après lui.